# Omega-eiland
Omega-eiland is een van de Melchioreilanden in de Palmerarchipel ten westen van het Antarctisch Schiereiland. Het onbewoonde met ijs bedekte eiland bevindt zich in de Dallmannbaai net ten zuiden van Èta-eiland. 

## Geschiedenis
Deelnemers aan de vierde Franse Antarctische Expeditie (1903-1905) onder leiding van poolreiziger Jean-Baptiste Charcot dachten dat Omega-eiland en Èta-eiland een eiland vormden dat ze Île Melchior noemden. Omega-eiland werd in 1927 in kaart gebracht door de Britse Discovery Investigations. De huidige naam die is ontleend aan omega, de laatste letter van het Griekse alfabet, verschijnt voor het eerst in 1946 op kaarten die zijn gemaakt tijdens de Argentijnse expedities in 1942 en 1943. In Argentinië is het eiland ook bekend als Isla Sobral en is vernoemd naar de Argentijnse militair en geoloog José Sobral (1880-1961).
In 2003 werd tijdens een cruise door de passagiers van het schip Bremen ontdekt dat het huidige Bremeneiland een zelfstandig eiland is en geen deel van Omega-eiland. Dit nieuw ontdekte eiland werd vernoemd naar het Duitse cruiseschip.